# Samuel-Henri Berthoud

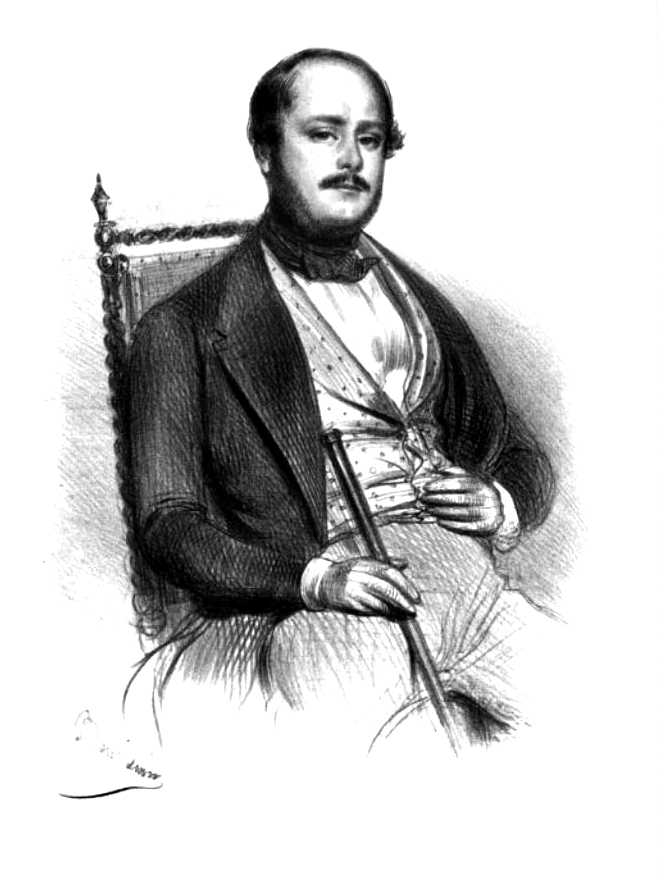
Samuel-Henri Berthoud

Samuel-Henri Berthoud (* 19. Januar 1804 in Cambrai; † 26. März 1891 in Paris) war ein französischer Schriftsteller und Kulturhistoriker.

## Leben und Werk
Samuel-Henri Berthoud, Sohn eines Buchdruckers, besuchte seit 1817 das Collège von Douai. 1822 gewann er einen von der Société d’émulation de Cambrai gestifteten Preis für Dichtkunst. Anfangs redigierte er die von seinem Vater herausgegebenen Journale und gründete 1828 die Gazette de Cambrai. Gehaltvolle Feuilletonartikel sicherten ihm die Mitarbeit an den geschätztesten Pariser Magazinen. So schrieb er etwa seit 1830 für die Mode, Revue des Deux Mondes, Revue de Paris und L’Artiste. In Cambrai wurde er ständiger Sekretär der Société d’émulation und hielt kostenlose Lehrgänge über Hygiene, Anatomie, Geometrie und Handelsrecht. Er zeichnete sich in seiner Vaterstadt auch während der Choleraepidemie von 1832 als Verwalter des Hospizwesens aus. 1834 wurde er Leiter der Literaturzeitschrift Musée des Familles, übernahm 1835 die Redaktion des Mercure de France und wurde im Folgejahr Mitarbeiter der wesentlich durch seine Mitwirkung ins Leben gerufenen Presse, an der er bis 1848 als Autor wissenschaftlicher Beiträge tätig war. Jahrelang schrieb er unter dem Pseudonym Sam in der Zeitschrift La Patrie populärwissenschaftliche Abhandlungen, die ihr besonderes Publikum hatten und unter den Titeln Fantaisies scientifiques (4 Bde., 1861) und Petites chroniques de la science (10 Bde., 1867–71) gesammelt erschienen.
Von Berthouds geschichtlichen Arbeiten sind vor allem die Chroniques et traditions surnaturelles de la Flandre (3 Bde., 1831–34) hervorzuheben. Einige seiner Romane enthalten interessante Kultur- und Sittenbilder, so Pierre-Paul Rubens (1840), El-Hioudi (4 Bde., 1848) und Le Zéphyr d’El-Arouch (1850); die beiden letztgenannten Werke stellen Schilderungen des arabischen Lebens dar. Unter seinen übrigen Romanen seien genannt: Contes misanthropiques (1831); La sœur de lait du vicaire, histoire de province (1832); Asraël et Nephta, histoire de province (1832); Le cheveu du diable (2 Bde., 1833); Mater dolorosa (2 Bde., 1834); L’honnête homme (1837); La bague antique (4 Bde. in 2 Serien, 1842); L’enfant sans mère (2 Bde., 1843);  Berthe Frémicourt (2 Bde., 1843); Le fils du rabbin (2 Bde., 1844); Daniel (2 Bde., 1845); Mémoires de ma cuisinière (2 Bde., 1846). Berthoud verfasste auch anziehende Jugendschriften historischen und naturwissenschaftlichen Inhalts: La France historique, industrielle et pittoresque (3 Bde., 1835–37); Histoires pour les petits et pour les grands enfants (1863); Le monde des insectes (1864); L’esprit des oiseaux (1866); Les hôtes du logis (1867) u. a.